# هنری جان کوتس
هنری جان کوتس (انگلیسی: John Coates; ۲۸ دسامبر ۱۹۳۲ – ۱۱ ژوئن ۲۰۱۸) فرد نظامی اهل استرالیا بود. وی همچنین برندهٔ جوایزی همچون نشان استرالیا و نشان امپراتوری بریتانیا شده‌است.